# Merdrignac
Merdrignac község Franciaország Bretagne régiójában, Côtes-d’Armor megyében. Lakosainak száma 3140 fő (2022. január 1.). Merdrignac Saint-Vran, Mérillac, Gomené, Trémorel, Éréac, Lanrelas, Ménéac, Laurenan és Illifaut községekkel határos.
Új községként 2025. január 1-jén jött létre a korábbi Merdrignac és Saint-Launeuc korábbi község egyesítésével.

## Népesség
A település népességének változása:

| 2021 | 3 154 |
| 2022 | 3 140 |